# Петер Маркстедт
Петер Маркстедт (швед. Peter Markstedt, нар. 11 січня 1972, Вестерос) — шведський футболіст, що грав на позиції нападника, зокрема за клуб «Вестерос».

## Ігрова кар'єра
У дорослому футболі дебютував 1990 року виступами за команду «Вестерос» з однойменного рідного міста, в якій провів сім сезонів, взявши участь у 153 матчах чемпіонату.
1997 року перейшов до «Барнслі», проте заграти в Англії не вдалося і 1999 року гравець повернувся на батьківщину, приєднавшись до  «Гельсінгборга», звідки наступного року був відданий в оренду до рідного «Вестероса».
У 2001–2003 рокаха грав за «Гаммарбю», протягом 2004 року захищав кольори норвезького «Люна», а завершував ігрову кар'єру у 2005–2007 роках, знову повернувшись до «Вестероса».